# Akcija Indeks
Akcija Indeks je kodno ime za večmesečno preiskovanje namigov o plačevanju za izpite na nekaterih članicah Univerze v Zagrebu s strani hrvaškega Urada za preprečevanje korupcije in organiziranega kriminala, Policije in Državnega tožilstva Hrvaške. 
Vrhunec preiskave je potekal 18. septembra 2008, ko so opravili več preiskav na domovih, avtomobilih in prostorih fakultet ter v teku preiskav privedli 95 oseb (21 profesorjev, 3 asistente, 4 člane tehničnega osebja; ostali so študentje oz. občani) ter zaplenili: 123 indeksov, 543 prijavnic (najdenih pri posrednikih), 22 spričeval, 12 diplom, 23 diplomskih in seminarskih nalog, 75.810 €, 45.000 kun, dve pištoli in 100 nabojev, 57 računalnikov in 77 mobitelov.
V preiskavi so bile tako vpletene: Ekonomska fakulteta, Fakulteta prometnih znanosti, Fakulteta strojništva in ladjedelništva in Visoka šola za poslovanje in upravljanje v Zaprešiću.